# Франсиско Варела
Франсиско Варела (Francisco Javier Varela), (Сантяго де Чиле, 7 септември 1946 - Париж, 28 май 2001) е чилийски изследовател, чиито интердисциплинарни постижения обогатяват биофизиката, неврологията, епистемологията и философията. Сам той се представя като „биолог, интересуващ се от корените на познанието“.

## Биография
Франциско Варела следва медицина, но като сменя университета си и се прехвърля към биология, като по-късно добива докторска степен от Харвард в тази специалност. Докато режимът на Пиночет е на власт в Чили, той остава в САЩ, но през 1980 г. се завръща и става професор в родния си университет. През 1986 г. заминава за Франция, където работи и преподава до края на живота си. В началото на 70-те години става будист, а през 1987 г. е съосновател на Институт „Живот и ум“ (Life and Mind Institute), в който се изследва връзката между будистките разбирания и практики, и западната наука.
В изследователската кариера на Франциско Варела се забелязват три периода, фокусирани върху различни (но взаимосвързани) проблеми: първоначално неврофизиологията на виждането и кибернетиката, след 1986 г. – имунологията и самоорганизацията, и през последните 5-6 години – динамиката на мозъчната дейност и неврофеноменологията.
„Автопоиезис“ е неговият (и на първоначални му ментор Умберто Матурана) принос към Втората кибернетика (т. е. теориите за самоорганизацията и автономните системи). Ако Първата кибернетика се съсредоточава върху изкуствената машина, то Втората наблюдава естествените автопоиетични системи, живите организми, както и обществата и културите моделирани като когнитивни (познавателни) самоорганизиращи се цялости.
Автопоиетичните системи из-действат един свят, който ги предхожда (тук се разграничава от радикалния субективизъм) и в същото време го създават и поддържат, но не от нищото и не тотално, а кръгообразно. Не чрез проста обратна връзка, а чрез ко-дефиниция, произлизаща от долното биологическо ниво (тук се разграничава от радикалния обективизъм).
Теорията на „Из-действането“ също е разработена в сътрудничество с Умберто Матурана.
Най-общо казано, търсейки средната пътека между радикалния обективизъм и субективизъм, теорията на „из-действането“ предлага една епистемология, където знанието не е нито абсолютно обективно, нито абсолютно субективно, а е из-действано, т. е. вкоренено в контекстуалния си биологически автопоиезис.
Варела дава и своя принос за сближаването на будистката философия и светоглед и западната научна епистемология. Самоопределя се като будист, където будизъм следва да бъде разбиран като житейска практика (а не като религиозна принадлежност), разглеждайки медитацията като уникален контекст за изследване на ума и умствените процеси. Чрез това си предложение той визира едно обогатяване на методологията на когнитивните науки по специфично и научната дейност като цяло.